# مايك ليتش (لاعب كرة قدم أمريكية)
مايك ليتش (بالإنجليزية: Mike Leach)‏ هو لاعب كرة قدم أمريكية أمريكي، ولد في 18 أكتوبر 1976 في دوفر في الولايات المتحدة.

## وصلات خارجية
- مايك ليتش على موقع مرجع كرة القدم المحترفة.كوم (الإنجليزية)